# Chiesa di Santa Maria della Libera (Campobasso)
La chiesa di Santa Maria della Libera è una chiesa di Campobasso.

## Descrizione
La chiesa è inglobata in Palazzo San Giorgio, il solo nella facciata esterna che richiami ad un luogo sacro è l'iscrizione Venite adoremus. 
La tradizione vuole che il monastero originario fosse stato costruito sul sito dallo stesso san Pietro Celestino nel 1290; in seguito sarebbe stato ampliato dal discepolo del santo, il beato Roberto da Salle.
La chiesa, la cui facciata fu edificata nel 1320, fu gravemente colpita dal terremoto del 1805; tra tante rovine rimase illeso soltanto il muro in cui era la nicchia della statuetta della Vergine: una antichissima statua lignea, piuttosto piccola (cm.109 di altezza), dal corpo snello, dal collo lungo, dal viso ovale, dal sorriso dolce appena accennato.
La statua ha le palme delle mani rivolte verso l'osservatore e su di esse e sul collo è disegnata una croce.
L'altare maggiore attuale era uno dei tre appartenenti alla chiesa della Trinità, mentre l'altare originario di questa chiesa si trova adesso nella Cattedrale della Santissima trinità.